# Stelis columnaris
Stelis columnaris är en orkidéart som beskrevs av John Lindley. Stelis columnaris ingår i släktet Stelis och familjen orkidéer. Inga underarter finns listade i Catalogue of Life.